# Camerún en los Juegos Olímpicos de Los Ángeles 2028
Camerún participará en los Juegos Olímpicos de Los Ángeles 2028 por un total de  deportistas que competirán en  deportes. Responsable del equipo olímpico es el Comité Nacional Olímpico y Deportivo de Camerún, así como las federaciones deportivas nacionales de cada deporte con participación.